# Alfons Rayher
Alfons Emil Rayher (* 31. August 1890 in Riet; † 24. Februar 1952 in Esslingen am Neckar) war ein württembergischer Landrat.

## Leben
Alfons Rayher, Sohn eines Gastwirts und evangelischer Konfession, studierte von 1910 bis 1917 Rechtswissenschaften in Tübingen und Berlin. Seit 1911 war er Mitglied der Studentenverbindung Akademische Gesellschaft Rothenburg Tübingen. Er legte 1917 die erste und 1921 die zweite höhere Dienstprüfung ab.
Im Jahr 1922 trat er in die württembergische Innenverwaltung ein. Er leitete als Landrat den Kreis Sulz von 1934 bis 1938. Danach war er beim Oberversicherungsamt Stuttgart tätig. 1941 wurde er Oberregierungsrat. Auf Anordnung der US-Militärregierung wurde er 1945 entlassen.
Seit 1933 war er Mitglied der NSDAP.